# Louis Nicolas Clément de Ris
Louis Nicolas Clément de Ris (* 23. September 1714 in Langres; † Juli 1786 in Paris) war ein französischer Advocat, Staatsanwalt und Beamter in verschiedenen administrativen Funktionen des Ancien Régime.

## Leben und Wirken
Sein Vater war der Louis Nicolas Clément de Malleran († 1763) seines Zeichens ein Bürger von Langres und secrétaire du roi, capitaine centenier. Im Jahre 1737 wurde er Advokat am Parlement de Paris, avocat au Parlement de Paris und Generalsekretär des Königs, conseiller secrétaire du roi. Seine Mutter die Marie-Marguerite Frécart (1687–1773). Das Paar hatte drei Kinder und Louis Clément de Ris  damit noch einen Bruder François Nicolas Clément de La Roncière und eine Schwester Julienne Clément de La Roncière (ca. 1715–1786), dame de Saint-Marcellin.
Louis Nicolas Clément de Ris heiratete die Marie-Jeanne Auvray de La Tour (1712–1773). Auch er wurde zunächst Advokat am Pariser Parlement, Avocat en parlement und später ab dem Jahre 1739 Staatsanwalt, procureur au parlement de Paris. Er übernahm, ab dem 29. Januar 1782, noch die Funktionen eines Beamten conseiller secrétaire du Roi maison couronne de France und  eines Beraters und Sekretär für die Finanzen im Kanzleramt des Königs, finances en la chancellerie de Paris. Das Ehepaar Clément de Ris hatte einen Sohn den Dominique Clément de Ris (1750–1827).
De Ris starb 1786 in der rue du Four Saint Honoré in Paris.
Denis Diderot der ebenfalls aus Langres stammte war ab dem Jahre 1736 bei ihm als Anwaltsgehilfe tätig; er gab diese Stelle aber schon im Jahre 1737 auf.